# Mads Hermansen
Mads Hermansen (ur. 11 lipca 2000 w Odense) – duński piłkarz grający na pozycji bramkarza w angielskim klubie Leicester City. Były młodzieżowy reprezentant Danii.

## Kariera klubowa
Mads zaczynał karierę w miejscowym zespole Næsby Boldklub, z którego we wrześniu 2015 roku przeniósł się do innego tym razem pierwszoligowego duńskiego zespołu jakim jest Brøndby IF.

### Brøndby IF
W Brøndby przez pierwsze lata występował w drużynach młodzieżowych tego zespołu. Do pierwszego zespołu został powołany podczas sezonu 2019/20.
W drużynie seniorskiej debiut zaliczył 5 listopada 2020 roku w ramach meczu Pucharu Danii z Ledöje-Smörum Fodbold. Mecz ten zakończył się wynikiem 1:0 dla Brøndby, tym samym Mads zaliczył czyste konto oraz zagrał 90. minut. W sezonie 2020/21 Brøndby zdobyło mistrzostwo Danii po raz pierwszy od 2005 roku, jednak Mads nie wystąpił w żadnym spotkaniu ligowym tego sezonu ponieważ był rezerwowym niemieckiego bramkarza Marvina Schwäbe.
Gdy latem 2021 roku Schwäbe postanowił przenieść się do niemieckiego klubu 1. FC Köln dla Hermansena pojawiła się szansa na grę w pierwszym składzie. Tak też się stało gdy 17 lipca 2021 roku Brøndby mierzyło się z Aarhus GF w ramach pierwszej kolejki Superligaen w sezonie 2021/22. Mecz ten zakończył się wynikiem 1:1, a Mads zagrał całe spotkanie. 
3 grudnia 2022 roku został wybrany najlepszym zawodnikiem roku w Brøndby.

### Leicester City
18 lipca 2023 roku Mads został kupiony przez wówczas drugoligowy angielski klub Leicester City za kwotę 7 mln. €. Z marszu został podstawowym zawodnikiem Lisów wygrywając konkurencję z Dannym Wardem oraz Jakubem Stolarczykiem. Swój debiut zaliczył z ramach meczu drugiej ligi angielskiej 6 sierpnia 2023 roku z Covenrty City. Ta spotkanie zakończyło się zwycięstwem Leicester City 2:1. Mads zagrał 90. minut.

## Kariera reprezentacyjna
Mads Hermansen reprezentował Danię na szczeblach U-16, U-17, U-18, U-19 oraz U-21.
W marcu 2023 roku został powołany do seniorskiej reprezentacji Danii na mecze eliminacji do Mistrzostw Europy w 2024 roku, jednak nie wystąpił w pierwszym składzie przegrywając konkurencję z Kasperem Schmeichelem.

## Sukcesy

### Brøndby IF
- Mistrzostwo Danii: 2020/21

### Indywidualne
- Piłkarz roku w Brøndby: 2022[9]